# آی‌تی‌وی

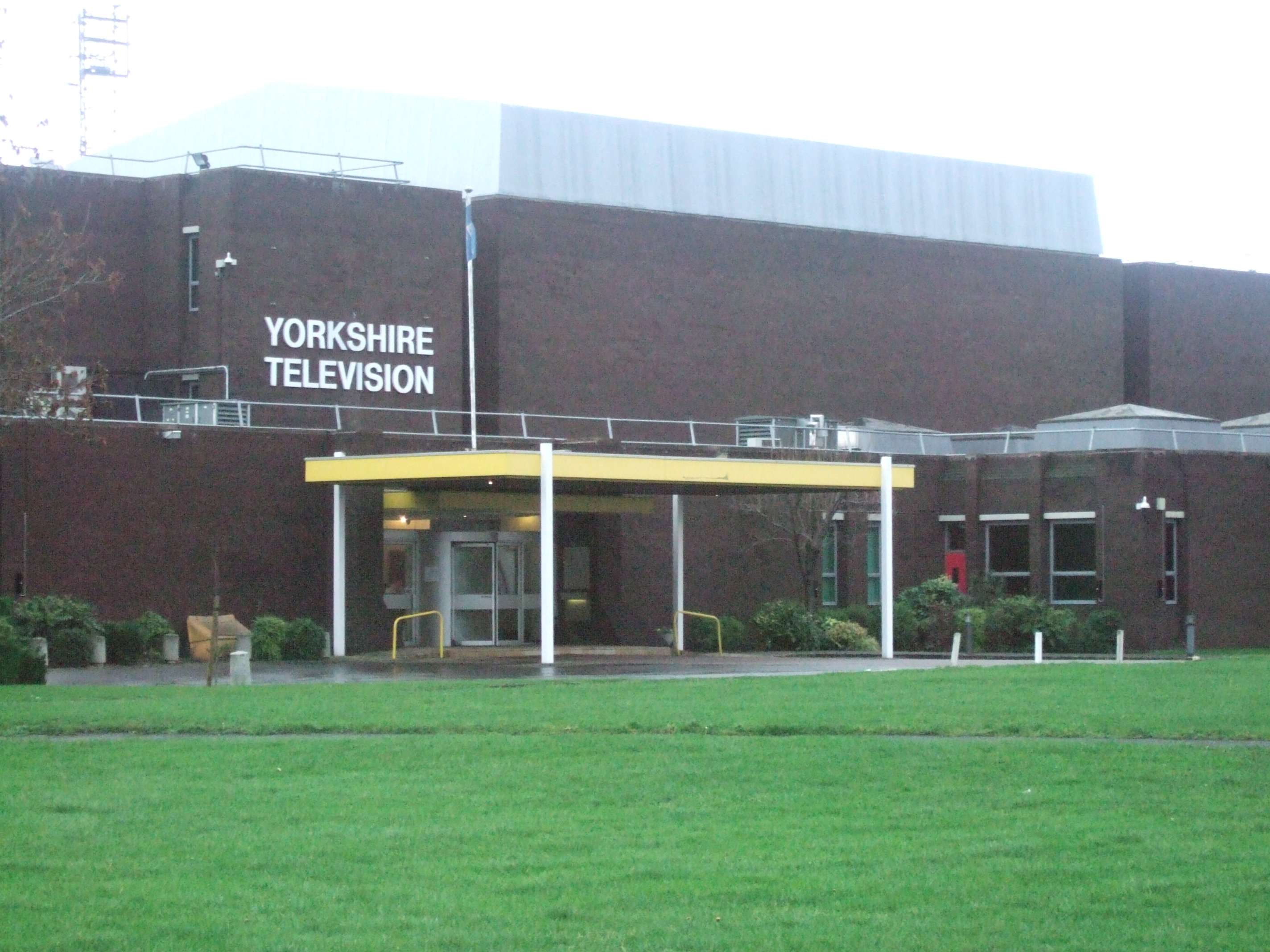
شبکه تلویزیونی

آی‌تی‌وی (به انگلیسی: ITV) یکی از سرویس‌های عمومی-تجاری رسانه‌ای و تلویزیونی، در بریتانیا است. 
این شرکت رسانه‌ای در سال ۱۹۵۵ زیر نظر اداره مستقل تلویزیونی (ITA) برای رقابت با بی‌بی‌سی با چند شبکه تلویزیونی راه‌اندازی شد.

### شرکت‌های مادر
- ITV plc
- STV Group plc
- UTV Media